# لیتل بولینگتون
لیتل بولینگتون (به انگلیسی: Little Bollington) یک محله مدنی و روستا در بریتانیا است که در چشر شرقی واقع شده‌است. لیتل بولینگتون ۱۶۲ نفر جمعیت دارد.